# 스톡홀름 지하철
스톡홀름 지하철(스웨덴어: Stockholms tunnelbana, Stockholm Metro)는 스웨덴의 수도 스톡홀름의 대중교통 수단 중 하나이다. 영어로는 'Metro'라고 표기하고 있으나 실제로는 스톡홀름에 거주하는 외국인들 사이에서도 Tunnelbana 툰넬바나[*]라는 명칭이 통용되고 있다. 스톡홀름 지하철은 1950년에 개통됐다. 평일 기준 하루 이용객이 107만 명이며 총 105개의 차량이 1950회가량 운행된다.
시스템 자체는 스톡홀름주 산하의 스톡홀름 지역교통 회사(SL; Storstockholms Lokaltrafik AB)이 소유하고 있으며, 운영은 계약을 통해 MTR에서 맡고 있다.

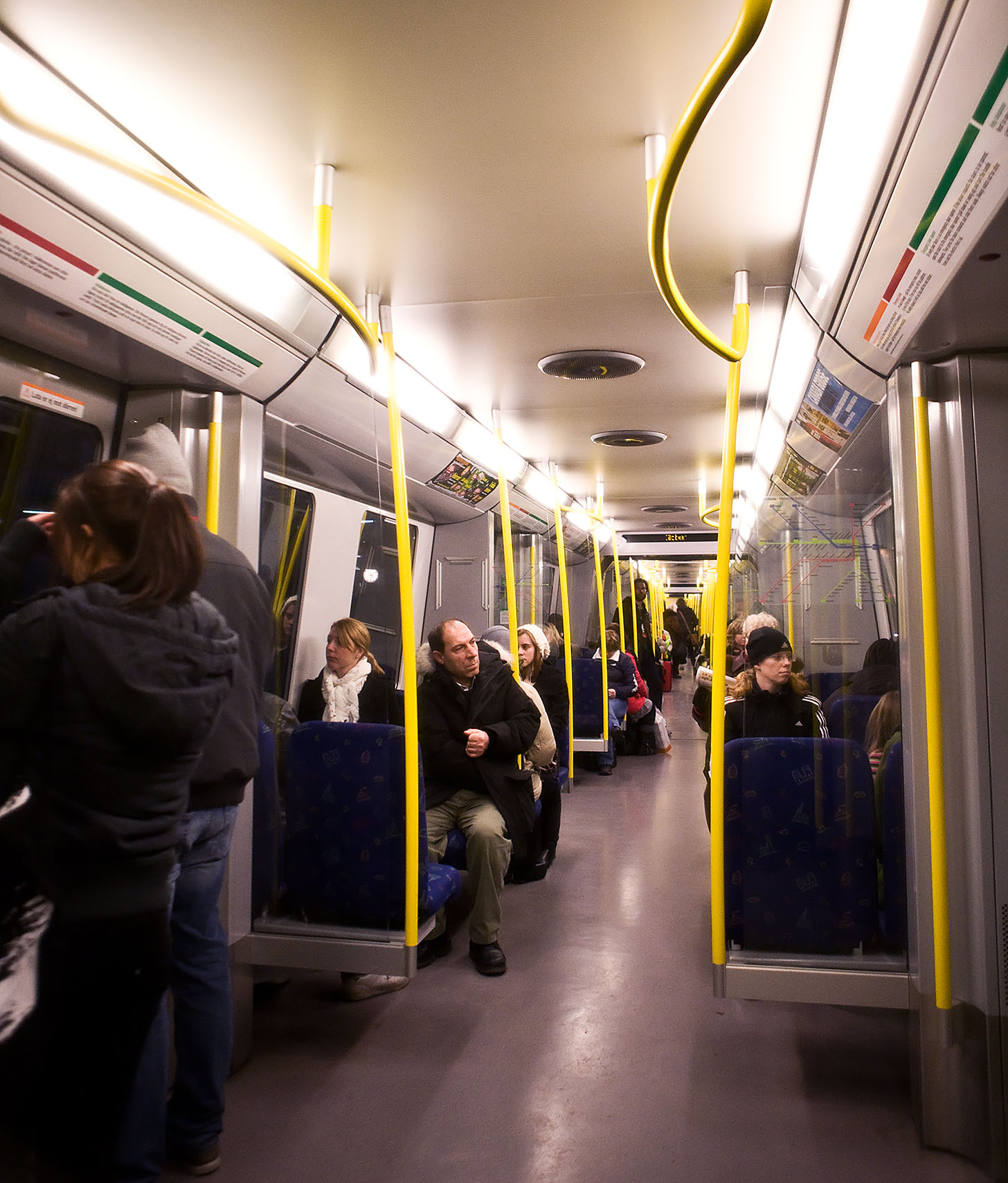
신형 차량(C20) 내부 모습

## 특징

우니베르시에텟 역의 아트웍. 학문 지식들을 표현하고 있다.

쿵스트레트고덴 역의 장식

스톡홀름 지하철은 세계에서 가장 긴 화랑이라고도 불릴 만큼 각 역사의 예술 작품들로 유명하다. 특히 T10, T11 노선의 경우 공사 당시 노출된 암석 벽면을 그대로 두고 그 자체를 그림의 일부로 사용하였다. 스톡홀름 대학교(Universitetet) 역에는 과학과 공학의 발전을 도식화한 12개의 도자기 패널 및 UN 인권 선언문 텍스트를 이용해 만든 도자기판 장식이 있고, 리스네(Rissne) 역에는 인류 문명의 역사에 관한 프레스코 화가 그려져 있다.

## 노선

스톡홀름 지하철 노선도

스톡홀름 지하철은 총 길이 108 km에 100개의 역을 가지고 있다.
편의상 보통 T10, T11을 블로 선(청색 선), T13과 T14를 뢰다 선(적색 선), 나머지를 그뢰나 선(녹색 선)이라고 부른다.
| 노선명 | 기점                              | 종점                             |
| ------ | --------------------------------- | -------------------------------- |
| T10    | 쿵스트레드고르덴(Kungsträdgården) | 율스타(Hjulsta)                  |
| T11    | (위와 같음)                       | 아칼라(Akalla)                   |
| T13    | 노르스보리(Norsborg)              | 롭스텐(Ropsten)                  |
| T14    | 프루엥엔(Fruängen)                | 뫼르뷔 센트룸(Mörby centrum)     |
| T17    | 오케스호브(Åkeshov)               | 스카르프넥(Skarpnäck)            |
| T18    | 알비크(Alvik)                     | 파르스타 스트란드(Farsta strand) |
| T19    | 헤셀뷔 스트란드(Hässelby strand)  | 하그세트라(Hagsätra)             |

## 역사
지하 경전철 형태로 시작한 것은 1933년이지만 지하철 기준에 맞게 다시 연 것은 1950년이 처음이다. 1952년부터 57년까지 시내 중심부와 도시 서쪽의 교외 지역을 연결하는 녹색 선이 건설되었고, 적색 선이 개통된 것은 1964년이다. 청색 선은 1975년에 개통되었다.

## 같이 보기
- 지하철
- 세계 각국의 도시 철도